# Paesaggio vitivinicolo del Piemonte: Langhe-Roero e Monferrato
Il paesaggio vitivinicolo del Piemonte: Langhe-Roero e Monferrato è un sito patrimonio dell'umanità che comprende una serie di località situate nelle aree vitivinicole del Basso Piemonte: le Langhe, il Roero e il Monferrato. Ha le caratteristiche di paesaggio culturale.

## Descrizione
Questo sito include cinque aree vitivinicole contraddistinte da paesaggi ritenuti dall'UNESCO di particolare interesse culturale e valore storico, oltre al Castello di Grinzane Cavour, un nome emblematico nello sviluppo dell'attività vitivinicola e nella storia italiana. Si trova nella parte meridionale del Piemonte, tra il fiume Po e l'Appennino ligure, ed è caratterizzato dall'intera gamma di processi tecnici ed economici relativi alla viticoltura e alla vinificazione che hanno delineato questa macro regione per secoli, modellandone la natura circostante. Si rileva che in quest'area sono stati ritrovati anche pollini di vite risalenti al V secolo a.C., quando il Piemonte era un luogo di contatto e di scambio tra Etruschi e Celti; parole etrusche e celtiche, in particolare quelle legate al vino, si possono ancora rintracciare nei dialetti locali. Durante l'impero romano, Plinio il Vecchio menziona l'area come una delle più favorevoli per la coltivazione di vigneti nell'antica Italia; Strabone cita le sue botti di legno.

## Lista
| Codice   | Nome                           | Superficie (ha) | Superficie zona tampone (ha) | Coordinate           |
| -------- | ------------------------------ | --------------- | ---------------------------- | -------------------- |
| 1390-001 | La Langa del Barolo            | 3051            | A=59306                      | 44°36′31″N 7°57′49″E |
| 1390-002 | Il Castello di Grinzane Cavour | 7               | A                            | 44°39′07″N 7°59′39″E |
| 1390-003 | Le Colline del Barbaresco      | 891             | A                            | 44°43′14″N 8°05′15″E |
| 1390-004 | Nizza Monferrato e il Barbera  | 2307            | A                            | 44°47′47″N 8°18′18″E |
| 1390-005 | Canelli e l'Asti Spumante      | 1971            | A                            | 44°44′17″N 8°14′59″E |
| 1390-006 | Il Monferrato degli Infernòt   | 2561            | B=16943                      | 45°03′03″N 8°23′23″E |
| Total    | Total                          | 10789           | 76249                        |                      |